# Copa de Montenegro de 2020–21
A Copa de Montenegro de 2020–21 foi a 15ª edição da Copa de Montenegro. O torneio se iniciou no dia 21 de outubro de 2020 e terminou no dia 30 de maio de 2021. O vencedor do torneio se classificará para a primeira pré-eliminatória da Liga Conferência Europa da UEFA de 2021–22.
O Budućnost Podgorica foi o campeão após vencer o Dečić por 3 a 1 na final.

## Primeira fase
As partidas da primeira fase foram disputadas no dia 21 de outubro de 2020.
| Equipe 1            | Resultado | Equipe 2       |
| ------------------- | --------- | -------------- |
| OFK Grbalj          | 0–4       | Arsenal Tivat  |
| Bokelj              | 3–0       | Kom            |
| OFK Petrovac        | 1–5       | Dečić          |
| Budućnost Podgorica | 3–1       | Rudar Pljevlja |
| Sutjeska Nikšić     | 3–0       | Jedinstvo      |
| Zeta                | 8–0       | Ibar           |
| Podgorica           | 2–0       | Jezero         |
| Iskra Danilovgrad   | 3–0       | OFK Titograd   |

| 21 de outubro de 2020 | OFK Grbalj | 0 – 4     | Arsenal Tivat                                    | Stadion Donja Sutvara, Radanovici  |  |
| 14:00                 |            | Relatório | Pepić 16' · Batuta 22' · Krgović 47' · Delić 64' | Público: 20 Árbitro: Miloš Bešovic |  |

| 21 de outubro de 2020 | Bokelj                            | 3 – 0     | Kom | Stadion pod Vrmcem, Kotor        |  |
| 14:00                 | Guzina 74', 85' · Čađenović 90+1' | Relatório |     | Público: 15 Árbitro: Marko Ćupić |  |

| 21 de outubro de 2020 | OFK Petrovac | 1 – 5     | Dečić                                                      | Stadion Pod Malim Brdom, Petrovac     |  |
| 14:00                 | Savić 66'    | Relatório | Rudović 9', 14' (pen), 77' (pen) · Vulaj 80' · Pešukić 87' | Público: 20 Árbitro: Vladimir Bjelica |  |

| 21 de outubro de 2020 | Budućnost Podgorica                  | 3 – 1     | Rudar Pljevlja | Estádio Pod Goricom, Podgorica      |  |
| 14:00                 | Ćuković 5' · Grbić 37' · Božović 79' | Relatório | Gogić 90+2'    | Público: 20 Árbitro: Nikola Vođević |  |

| 21 de outubro de 2020 | Sutjeska Nikšić               | 3 – 0     | Jedinstvo | Stadion Gradski, Nikšić           |  |
| 15:00                 | Adrović 3', 41' · Osmajić 67' | Relatório |           | Público: 0 Árbitro: Miloš Savović |  |

| 21 de outubro de 2020 | Zeta | 8 – 0     | Ibar | Stadion Trešnjica, Golubovci           |  |
| 16:00                 | Ceklić 11' · Nyavedji 13' · Kalezić 25', 64' · Burzanović 29' · Vukčević 41' · Popović 69' · Ajković 82' | Relatório |      | Público: 15 Árbitro: Aleksandar Šćekić |  |

| 21 de outubro de 2020 | Podgorica                     | 2 – 0     | Jezero | DG Arena, Podgorica                  |  |
| 17:00                 | Vujović 49' · Muharemović 63' | Relatório |        | Público: 18 Árbitro: Vojin Vojinović |  |

| 21 de outubro de 2020 | Iskra Danilovgrad                      | 3 – 0     | OFK Titograd | Braća Velašević Stadium, Danilovgrad |  |
| 18:00                 | Šaletić 13' · Milić 28' · Petrović 29' | Relatório |              | Público: 20 Árbitro: Miraš Cerović   |  |

## Quartas de Final
As partidas das quartas de Final foram disputadas no dia 25 de novembro de 2020.
| Equipe 1      | Resultado | Equipe 2            |
| ------------- | --------- | ------------------- |
| Bokelj        | 0–6       | Budućnost Podgorica |
| Arsenal Tivat | 0–1       | Iskra Danilovgrad   |
| Dečić         | 1–0       | Sutjeska Nikšić     |
| Podgorica     | 2–3       | Zeta                |

| 25 de novembro de 2020 | Bokelj | 0 – 6     | Budućnost Podgorica                                                           | Stadion pod Vrmcem, Kotor          |  |
| 13:00                  |        | Relatório | Janketić 19' · Vujačić 22', 60' · Mijović 25' · Raičković 36' · Đukanović 86' | Público: 15 Árbitro: Miloš Savović |  |

| 25 de novembro de 2020 | Arsenal Tivat | 0 – 1     | Iskra Danilovgrad | Stadion u Parku, Tivat             |  |
| 13:00                  |               | Relatório | Vuković 3'        | Público: 0 Árbitro: Miloš Bošković |  |

| 25 de novembro de 2020 | Dečić       | 1 – 0     | Sutjeska Nikšić | Stadion Tuško Polje, Tuzi            |  |
| 13:00                  | Rudović 77' | Relatório |                 | Público: 0 Árbitro: Nikola Dabanović |  |

| 25 de novembro de 2020 | Podgorica                           | 2 – 3     | Zeta                                          | DG Arena, Podgorica                |  |
| 14:00                  | Ukšanović 45+2' · Šaleta Kordić 87' | Relatório | Simović 33' · Lambulić 65' · Burzanović 90+1' | Público: 0 Árbitro: Radoje Pajović |  |

## Semifinais
As partidas de ida das semifinais serão disputadas no dia 21 de abril de 2021, e as partidas de volta no dia 05 de maio.
| Equipe 1          | Resultado | Equipe 2            | 1º jogo | 2º jogo |
| ----------------- | --------- | ------------------- | ------- | ------- |
| Iskra Danilovgrad | 0–1       | Dečić               | 0–0     | 0–1     |
| Zeta              | 2–4       | Budućnost Podgorica | 2–1     | 0–3     |

| 21 de abril de 2021 | Iskra Danilovgrad | 0 – 0     | Dečić | Braća Velašević Stadium, Danilovgrad |  |
| 19:30               |                   | Relatório |       | Público: 20 Árbitro: Miloš Bošković  |  |

| 05 de maio de 2021 | Dečić | 1–0 | Iskra Danilovgrad | Stadion Tuško Polje, Tuzi |  |
|                    |       |     |                   |                           |  |

| 21 de abril de 2021 | Zeta                       | 2 – 1                                                       | Budućnost Podgorica | Stadion Trešnjica, Golubovci           |  |
| 17:30               | Lambulić 20' · Kalezić 40' | [https://fscg.me/utakmice/zeta-buducnost-3767736/ Relatório | Mijović 5'          | Público: 20 Árbitro: Mileta Šćepanović |  |

| 05 de maio de 2021 | Budućnost Podgorica | 3 – 0 | Zeta | Podgorica City Stadium, Podgorica |  |
|                    |                     |       |      |                                   |  |

## Final
| 30 de maio de 2021 | Dečić       | 1 – 3     | Budućnost Podgorica                   | Podgorica City Stadium, Podgorica         |  |
| 20:30              | Pešukić 38' | Relatório | Vučić 3' · Mijović 28' · Ivanović 90' | Público: 1 200 Árbitro: Mileta Šćepanović |  |

| Copa de Montenegro de 20/21              |
| ---------------------------------------- |
| BUDUĆNOST PODGORICA Campeão (3.º título) |